# Saint-Jean-de-Beugné
Saint-Jean-de-Beugné era una comuna francesa que estaba situada en el departamento de Vandea, de la región de Países del Loira, que el 1 de enero de 2025 pasó a formar parte de la comuna nueva de Saint-Jean-d’Hermine como comuna delegada.

## Demografía
| Gráfica de evolución demográfica de Saint-Jean-de-Beugné entre 1800 y 2022 |
|                                                                            |

Los datos demográficos contemplados en este gráfico de la comuna de Saint-Jean-de-Beugné se han cogido de 1800 a 1999 de la página francesa EHESS/Cassini, y los demás datos de la página del INSEE.